# Tomáš Oliva
Tomáš Oliva (* 14. prosince 1992, Olomouc) je český skladatel hudby pro trailery, počítačové hry a filmy.

## Biografie
Narodil se v Olomouci. Vystudoval všeobecné gymnázium Jakuba Škody v Přerově a hru na klávesy na základní umělecké škole Bedřicha Kozánka v Přerově. Jako samouk se začal věnovat skladbě orchestrální hudby ve svých 15 letech. Od roku 2008 se ve skladbě zdokonaloval, přičemž složil hudbu pro množství studentských a nezávislých filmů, počítačových her a reklam.

## Hudba
V roce 2017 se Tomáš Oliva seznámil se skladatelem Jaroslavem Beckem a získal první informace o filmových trailerech a trailerové hudbě, jíž se začal zcela věnovat. Krátce na to složil hudbu k trailerům pro hry League of Legends, RAID: Shadow Legends a k traileru na hollywoodský film The Protégé v hlavních rolích se Samuel L. Jacksonem, Michael Keatonem a Maggie Q. V roce 2022 složil hudbu k hlavnímu traileru na seriál Halo z produkce Paramount+ na motivy stejnojmenné hry. Rovněž zkomponoval hudbu k sérii mezinárodních televizních spotů na film Jurský Svět: Nadvláda.
Z tuzemských projektů složil soundtrack pro celovečerní film Kam motýli nelétají z dílny režiséra Romana Němce či ke krátkometrážnímu snímku The Bagman, který v roce 2021 získal druhou cenu na filmovém festivalu v Cannes.

## Soukromý život
Tomáš Oliva vystudoval molekulární biologii na Univerzitě Palackého v Olomouci a virologii na Univerzitě Karlově v Praze.